# Kuwaits damlandslag i volleyboll
Kuwaits damlandslag i volleyboll representerar Kuwait i volleyboll på damsidan. Laget kom femma i WAVA-mästerskapen 2022.